# Val Grande (Valsesia)
La Val Grande  è una valle della Valsesia e costituisce la valle principale  percorsa dal fiume Sesia, lungo il percorso della strada statale 299 o di Alagna che parte da Vercelli, attraversa la pianura e risale la valle attraversando gli abitati delle principali località (Varallo, Borgosesia, Gattinara, Romagnano Sesia, ecc.). Le valli laterali possiedono nomi distinti, che derivano perlopiù dai torrenti che le attraversano, come la Val Mastallone o la Val Sermenza.
La parte alta di questa valle fa parte del parco naturale dell'Alta Val Sesia e dell'Alta Val Strona.